# Crossodactylus werneri
Espèce
Crossodactylus werneri est une espèce d'amphibiens de la famille des Hylodidae.

## Répartition
Cette espèce est endémique du Brésil. Elle se rencontre dans les États du Minas Gerais, de Rio de Janeiro et de São Paulo.

## Description
Les 36 spécimens adultes mâles observés lors de la description originale mesurent entre 18,6 mm et 24,1 mm de longueur standard et les 66 spécimens adultes femelles observés lors de la description originale mesurent entre 20,1 mm et 28,7 mm de longueur standard.

## Étymologie
Cette espèce est nommée en l'honneur de Werner Carl August Bokermann.

## Publication originale
- Pimenta, Cruz & Caramaschi, 2014 : Taxonomic review of the species complex of Crossodactylus dispar A. Lutz, 1925 (Anura, Hylodidae). Arquivos de Zoologia, São Paulo, vol. 45, p. 1–33 (texte intégral).